# Tvedestrand
Tvedestrandⓘ ist eine Kommune und Stadt an der norwegischen Südküste. Der Ort mit 6464 Einwohnern (1. Januar 2025) liegt etwa 240 Kilometer von Oslo entfernt und besitzt seit 1997 Stadtrechte.
„Sørlandets lächelndes Grübchen“ nennen die Einwohner ihre Stadt, die durch Tourismus geprägt ist. Zu den 2500 ganzjährig bewohnten Wohneinheiten kommen noch weitere 1900 Ferienhäuser und Ferienwohnungen dazu.
Tvedestrand ist ein Bücherdorf, in dem 20 Antiquariate untergebracht sind. Auf mehr als 7,5 Kilometern Buchregallänge werden mehr als 300.000 Bücher angeboten.
Eine der besonderen touristischen Sehenswürdigkeiten in Tvedestrand ist "Strykejernet" (das Bügeleisen). Es soll das schmälste Haus ganz Norwegens sein.

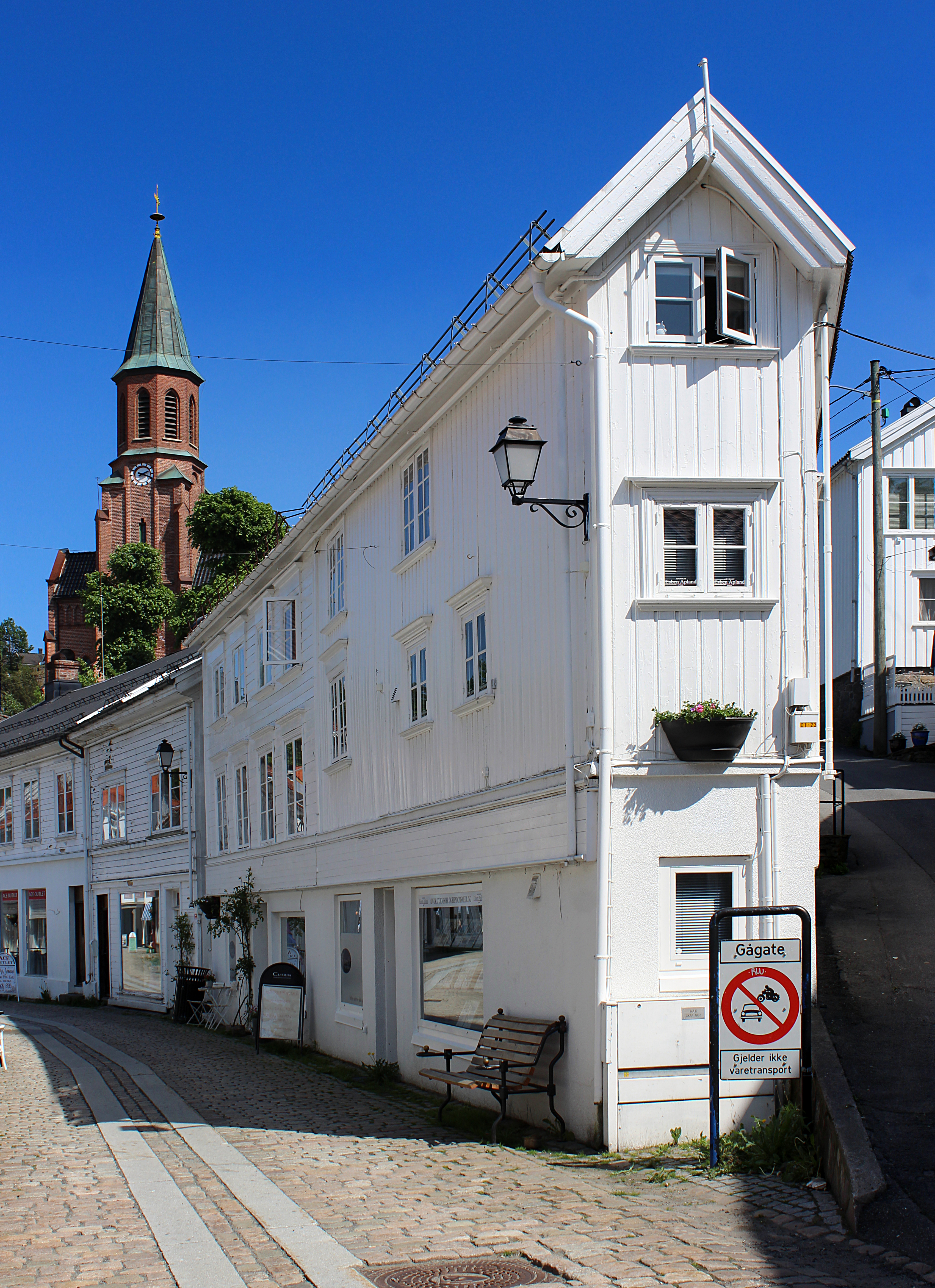
"Strykejernet", das schmälste Haus Norwegens

Zur Kommune Tvedestrand gehört auch das auf mehreren kleinen, durch den Lyngørfjord vom Festland getrennten Inseln vor der Küste gelegene und nur per Boot erreichbare Dorf Lyngør.

## Persönlichkeiten
- Peter Olrog Schjøtt (1833–1926), klassischer Philologe und Politiker
- Johan Herman Lie Vogt (1858–1932), Geologe, Mineraloge und Petrologe
- Jens Holmboe (1880–1943), Botaniker
- Modolv Hareide (1909–1983), Jurist und Beamter im Auswärtigen Dienst
- Helga Gitmark (1929–2008), Politikerin

## Einzelnachweise

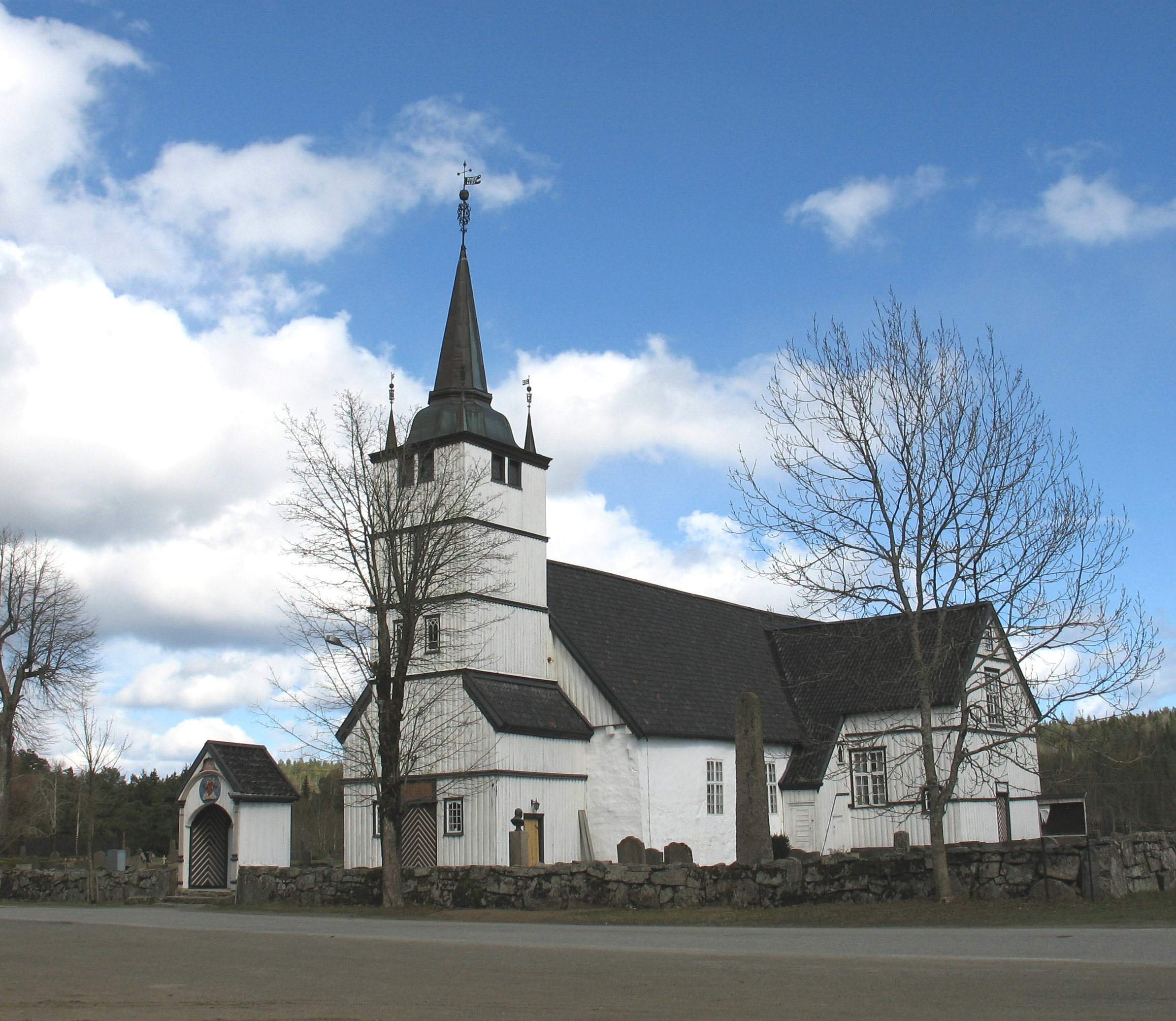
Holzkirche in Tvedestrand

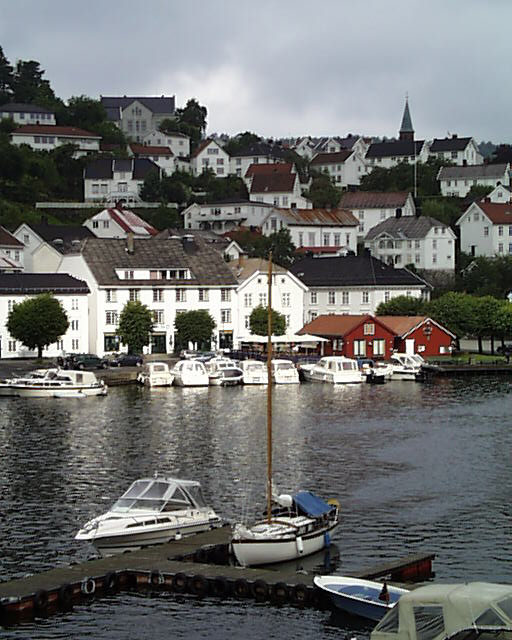
Stadtansicht